# Cliff Hagan
Clifford Oldham Hagan, detto Cliff (Owensboro, 9 dicembre 1931), è un ex cestista e allenatore di pallacanestro statunitense, professionista nell'NBA e nell'ABA.

## Carriera
Venne selezionato dai Boston Celtics al terzo giro del Draft NBA 1953 (21ª scelta assoluta).

## Statistiche

### ABA-NBA
| † | Denota una stagione in cui ha vinto il titolo NBA |
| * | Primo nella lega                                  |

#### Regular Season
| Anno            | Squadra                 | PG  | PT | MP   | TC%  | 3P% | TL%  | RP   | AP  | PRP | SP | PP   |
| --------------- | ----------------------- | --- | -- | ---- | ---- | --- | ---- | ---- | --- | --- | -- | ---- |
| 1956-1957       | St. Louis Hawks (NBA)   | 67  | -  | 14,5 | 36,1 | -   | 69,0 | 3,7  | 1,3 | -   | -  | 5,5  |
| 1957-1958†      | St. Louis Hawks         | 70  | -  | 31,3 | 44,3 | -   | 76,8 | 10,1 | 2,5 | -   | -  | 19,9 |
| 1958-1959       | St. Louis Hawks         | 72* | -  | 37,5 | 45,6 | -   | 77,4 | 10,9 | 3,4 | -   | -  | 23,7 |
| 1959-1960       | St. Louis Hawks         | 75  | -  | 37,3 | 46,4 | -   | 80,3 | 10,7 | 4,0 | -   | -  | 24,8 |
| 1960-1961       | St. Louis Hawks         | 77  | -  | 35,1 | 44,4 | -   | 82,0 | 9,3  | 4,9 | -   | -  | 22,1 |
| 1961-1962       | St. Louis Hawks         | 77  | -  | 36,2 | 47,0 | -   | 82,5 | 8,2  | 4,8 | -   | -  | 22,9 |
| 1962-1963       | St. Louis Hawks         | 79  | -  | 21,7 | 46,5 | -   | 80,0 | 4,3  | 2,4 | -   | -  | 15,5 |
| 1963-1964       | St. Louis Hawks         | 77  | -  | 29,6 | 44,7 | -   | 81,3 | 4,9  | 2,5 | -   | -  | 18,4 |
| 1964-1965       | St. Louis Hawks         | 77  | -  | 22,6 | 43,6 | -   | 79,9 | 3,6  | 1,8 | -   | -  | 13,0 |
| 1965-1966       | St. Louis Hawks (NBA)   | 74  | -  | 25,0 | 44,5 | -   | 85,4 | 3,2  | 2,2 | -   | -  | 13,7 |
| 1967-1968       | Dallas Chaparrals (ABA) | 56  | -  | 31,0 | 48,9 | 0,0 | 78,9 | 6,0  | 4,9 | -   | -  | 18,2 |
| 1968-1969       | Dallas Chaparrals       | 35  | -  | 16,5 | 51,0 | 0,0 | 85,4 | 2,9  | 3,5 | -   | -  | 11,1 |
| 1968-1970       | Dallas Chaparrals       | 3   | -  | 9,0  | 61,5 | 0,0 | 50,0 | 1,0  | 2,0 | -   | -  | 5,7  |
| Carriera NBA    | Carriera NBA            | 745 | -  | 29,2 | 45,0 | -   | 79,8 | 6,9  | 3,0 | -   | -  | 18,0 |
| Carriera ABA    | Carriera ABA            | 94  | -  | 24,9 | 49,6 | 0,0 | 80,7 | 4,7  | 4,3 | -   | -  | 15,1 |
| Carriera Totale | Carriera Totale         | 839 | -  | 28,7 | 45,4 | 0,0 | 79,9 | 6,6  | 3,2 | -   | -  | 17,7 |

#### Massimi in carriera
Regular Season
- Massimo di punti in NBA: 55 vs Cincinnati Royals (11 febbraio 1962)
- Massimo di punti in ABA: 38 vs Miami Floridians (31 gennaio 1969)
- Massimo di rimbalzi in NBA: 24 vs Boston Celtics (3 novembre 1959)
- Massimo di rimbalzi in ABA: 10 vs Pittsburgh Pipers (28 ottobre 1967)
- Massimo di assist in NBA: 13 vs New York Knicks (24 gennaio 1960
- Massimo di assist in ABA: 3 (2 volte)

#### Playoffs
| Anno            | Squadra                 | PG  | PT | MP   | TC%   | 3P% | TL%  | RP   | AP  | PRP | SP | PP    |
| --------------- | ----------------------- | --- | -- | ---- | ----- | --- | ---- | ---- | --- | --- | -- | ----- |
| 1957            | St. Louis Hawks (NBA)   | 10* | -  | 31,9 | 43,4  | -   | 73,0 | 11,2 | 2,8 | -   | -  | 17,0  |
| 1958†           | St. Louis Hawks         | 11* | -  | 38,0 | 50,2* | -   | 83,8 | 10,5 | 3,4 | -   | -  | 27,7* |
| 1959            | St. Louis Hawks         | 6   | -  | 43,2 | 51,2  | -   | 83,3 | 12,0 | 2,7 | -   | -  | 28,5* |
| 1960            | St. Louis Hawks         | 14* | -  | 38,9 | 42,2  | -   | 81,7 | 9,9  | 3,9 | -   | -  | 24,2  |
| 1961            | St. Louis Hawks         | 12* | -  | 37,9 | 44,3  | -   | 81,2 | 9,8  | 4,5 | -   | -  | 22,0  |
| 1963            | St. Louis Hawks         | 11  | -  | 23,2 | 46,4  | -   | 69,8 | 5,0  | 3,1 | -   | -  | 18,5  |
| 1964            | St. Louis Hawks         | 12* | -  | 32,7 | 42,9  | -   | 83,3 | 6,2  | 4,8 | -   | -  | 16,3  |
| 1965            | St. Louis Hawks         | 4   | -  | 30,8 | 45,3  | -   | 50,0 | 6,5  | 1,8 | -   | -  | 18,5  |
| 1966            | St. Louis Hawks (NBA)   | 10  | -  | 20,0 | 45,4  | -   | 92,6 | 3,4  | 1,8 | -   | -  | 11,3  |
| 1968            | Dallas Chaparrals (ABA) | 3   | -  | 23,3 | 37,8  | -   | 69,2 | 4,3  | 3,0 | -   | -  | 12,3  |
| 1969            | Dallas Chaparrals       | 2   | -  | 22,5 | 35,7  | -   | 80,0 | 3,0  | 7,0 | -   | -  | 9,0   |
| Carriera NBA    | Carriera NBA            | 90  | -  | 32,9 | 45,4  | -   | 80,0 | 8,3  | 3,4 | -   | -  | 20,4  |
| Carriera ABA    | Carriera ABA            | 5   | -  | 23,0 | 37,3  | 0,0 | 73,9 | 3,8  | 4,6 | -   | -  | 11,0  |
| Carriera Totale | Carriera Totale         | 95  | -  | 32,4 | 45,1  | 0,0 | 79,8 | 8,0  | 3,5 | -   | -  | 19,9  |

#### Massimi in carriera
Play-off
- Massimo di punti in NBA: 40 (2 volte)
- Massimo di punti in ABA: 17 vs New Orleans Buccaneers (5 aprile 1969)
- Massimo di rimbalzi in NBA: 20 vs Boston Celtics (11 aprile 1957)
- Massimo di rimbalzi in ABA: 5 (2 volte)
- Massimo di assist in NBA: 9 vs San Francisco Warriors (12 aprile 1964)
- Massimo di assist in ABA:

### Allenatore

#### ABA
| Stagione | Squadra           | Regular Season | Regular Season | Regular Season | Regular Season | Regular Season            | Post Season                                                |
| Stagione | Squadra           | V              | P              | % V            | G              | Posizione finale          | Post Season                                                |
| -------- | ----------------- | -------------- | -------------- | -------------- | -------------- | ------------------------- | ---------------------------------------------------------- |
| 1967-68  | Dallas Chaparrals | 46             | 32             | 59,0           | 78             | 2º nella Western Division | Sconfitto alle Finali di Division dai Buccaneers (1-4)     |
| 1968-69  | Dallas Chaparrals | 41             | 37             | 52,6           | 78             | 4º nella Western Division | Sconfitto alle Semifinali di Division dai Buccaneers (3-4) |
| 1969-70  | Dallas Chaparrals | 22             | 21             | 51,2           | 43             |                           |                                                            |
|          | Carriera ABA      | 109            | 90             | 54,8           | 199            |                           |                                                            |

## Palmarès

### Giocatore
- Campione NCAA (1951)
- Campionato NBA: 1

St. Louis Hawks: 1958
- 2 volte NCAA AP All-America First Team (1952, 1954)
- All-NBA Team: 2

Second Team: 1958, 1959
- NBA All-Star Game: 5

1958, 1959, 1960, 1961, 1962
- ABA All-Star Game: 1

1968
- Centosessantesimo miglior marcatore di sempre sommando ABA e NBA